# معمر يلدرم
معمر يلدرم (بالتركية: Muammer Yıldırım) هو لاعب كرة قدم تركي في مركز حراسة المرمى، ولد في 14 سبتمبر 1990 في ديار بكر في تركيا. لعب مع مرسين إيدمانيوردو ونادي تورك تليكوم.

## وصلات خارجية
- معمر يلدرم على موقع اتحاد تركيا (لاعب) (الإنجليزية)
- معمر يلدرم على موقع Soccerway.com (الإنجليزية)
- معمر يلدرم على موقع عالم كرة القدم.نت (الإنجليزية)